# Hellboy (film 2004)
Hellboy è un film del 2004 scritto e diretto da Guillermo del Toro. È ispirato all'omonimo fumetto di Mike Mignola, una serie indipendente della Dark Horse Comics divenuta un cult.
Il film è uscito nelle sale negli Stati Uniti d'America il 2 aprile 2004, mentre in Italia l'8 ottobre 2004. Ha avuto un sequel nel 2008, dal titolo Hellboy: The Golden Army.

## Trama
In un'isoletta della Scozia, nel 1944, durante la Seconda guerra mondiale, i servizi segreti nazisti stanno svolgendo un rito magico chiamato "Ragnarok", condotto dal loro alleato russo, il malefico stregone Grigori Rasputin (misteriosamente sopravvissuto al suo assassinio), che con varie e misteriosi fonti di energia e macchinari apre un portale verso l'aldilà. Un plotone di Alleati li attacca nel mentre, facendo fallire il procedimento alla fine di una violenta lotta: Rasputin viene risucchiato nel portale mentre si richiude e i suoi due servitori, la sua bella amante Ilsa von Haupstein e il misterioso combattente meccanizzato Karl Ruprecht Kroenen, scompaiono misteriosamente. Il giovane professore Trevor "Broom" Bruttenholm è convinto che durante tutto il tempo nel quale il portale è rimasto aperto potrebbe essere uscito qualcosa. Infatti ritrova un misterioso cucciolo di una creatura rossa simile a un diavolo, e decide di prendersene cura, allevandolo come fosse suo figlio. Alla fine della missione, i soldati battezzano l'essere con il nome di "Hellboy".
Nei nostri tempi, il giovane agente dell'FBI, John T. Myers, viene trasferito nel misterioso centro Bureau of Paranormal Research and Defense (B.P.R.D, "Istituto per la ricerca e la difesa del paranormale"), al cui interno molti vociferano che vengano nascoste creature paranormali e soggetti occulti. Infatti Myers incontra l'anziano professor Broom presso l'uomo anfibio Abe Sapien, trovato in una cisterna d'acqua in un edificio abbandonato con un biglietto datato nel giorno in cui fu assassinato Abraham Lincoln, dal quale prende il nome. Il professore affida a Myers l'incarico di diventare il nuovo assistente personale di Hellboy, conosciuto al mondo solo come una nota creatura occulta del posto. Myers fa quindi la conoscenza del suo assistito: una rossa creatura umanoide, dalla gigantesca e granitica mano destra, immune alle fiamme e con un paio di corna tronche, le quali Hellboy lima continuamente per assomigliare il più possibile ad una persona.
Nel frattempo, sulle alte montagne della Moldavia, Ilsa e Kroenen, tramite il sanguinoso sacrificio della loro guida, fanno risorgere Rasputin, determinato a riprendere il suo fallito rito.
Il gruppo B.P.D.R. (i cui membri di spicco sono Abe, Hellboy e Myers) viene guidato al museo di New York a fermare una mostruosa creatura chiamata Sammael, che stava facendo strage dei guardiani; Hellboy riesce a uccidere il mostro dopo un inseguimento per le strade della città fino alle ferrovie metropolitane. Dopo la missione, Hellboy va a incontrare Liz Sherman, una piromante che era stata presa in custodia dal B.P.D.R. ancora piccola, ma che fu poi allontanata dal centro e ricoverata in un ospedale psichiatrico per i problemi che aveva a controllare i suoi poteri, della quale Hellboy è attratto. Intanto Abe, con i suoi poteri telepatici, ha scoperto come Rasputin è tornato e come, per un qualche oscuro motivo, ha creato Sammael con un reperto del museo rubato da Kroenen e Ilsa. Ogni volta che Sammael viene ucciso, è capace di risorgere partorendo molte uova.
Il gruppo ritorna a New York e mentre Abe scopre delle uova di Sammael nelle fogne, Hellboy si scontra prima con Kroenen e poi con un Sammael adulto, sconfiggendolo nella stazione metropolitana dopo un duro scontro. Kroenen, invece, simula una morte apparente grazie al suo corpo artificiale per essere portato nel centro B.P.R.D. Liz, dopo aver incendiato involontariamente il manicomio dove si trovava (per colpa di un maleficio di Rasputin), decide di ritornare nel centro per farsi sorvegliare meglio e inizia ad uscire con Myers, origliati entrambi dal gelosissimo Hellboy. Intanto Broom esegue un'autopsia dell'assurdo corpo di Kroenen, ormai più meccanico che di carne, finché trova tra i suoi vestiti un misterioso biglietto, ma mentre lo analizza fa la sua comparsa Rasputin, che spiega di voler attirare Hellboy in trappola per poter finalmente concludere il suo rito (che consiste nel portare l'apocalisse in questo mondo, risvegliando gli infernali Ogdru Jahad, conosciuti come i Sette Dei del Caos, liberandoli grazie ai poteri di Hellboy). Nel frattempo Kroenen si sveglia, si auto-riassembla e uccide il professore, per poi andarsene con Rasputin. Il giorno dopo, tutto il centro compreso Hellboy celebra il suo funerale.
Guidati dal biglietto trovato dal professore, il gruppo tenta di fermare lo stregone (tranne Abe, rimasto ferito dai Sammael dopo la sua missione nelle fogne) recandosi nell'innevata Mosca, all'interno del Mausoleo di Rasputin, pieno di trappole e insidie. Dopo aver superato molte peripezie, Hellboy si trova faccia a faccia con l'assassino di suo padre, ingaggiando con lui un'aspra lotta. Grazie all'aiuto di Tom Manning (il burbero capo ufficiale della spedizione), Hellboy uccide infine Kroenen, vendicando così suo padre, mentre Myers e Liz, grazie ai poteri di quest'ultima, eliminano tutti i Sammael rimasti e le loro uova. Tuttavia, Rasputin e Ilsa riescono a rapirli e li conducono nella sala dove si celebrerà il rito.
Rasputin riesce a prendere il controllo di Hellboy, usando Liz come ostaggio, e questi utilizza la sua mano destra come chiave per aprire il portale che i Ogdru Jahad potranno attraversare, facendo diventare il cielo rosso sangue; ma proprio quando il rito sta per finire, Myers riesce a far tornare in sé Hellboy, che si ribella, interrompendo il rituale degli Ogdru Jahad, e trafiggendo mortalmente Rasputin, per poi mettere al sicuro i suoi amici. Dal corpo dello stregone, però, fuoriesce un gigantesco Behemoth tentacolare (residuo di tutti i rituali di magia nera compiuti), che uccide Rasputin ed Ilsa, scatenando la sua furia. Hellboy ha un ultimo duello con il mostro e, dopo avergli amputato alcuni tentacoli con una spada di pietra staccata da una statua, lo fa esplodere con la cintura di granate di Myers.
Il film termina con Hellboy e Liz, avvolti tra le fiamme generate dalla stessa, che si baciano osservati dal pensieroso Myers.
Dopo i titoli di coda si vede Manning, da solo nello stesso luogo dicendo ai suoi compagni di essere ancora li, improvvisamente sente terrorizzato i suoni dei versi mostruosi dei Sammael.

## Produzione
Guillermo del Toro considerò la creazione del film come un progetto da sogno per molti anni. Dopo il successo di Blade II nel 2002, Del Toro fu considerato per dirigere anche il terzo capitolo su Blade, ma decise, invece, di dedicarsi al suo nuovo progetto, assegnando la parte di Hellboy a Ron Perlman, anche senza il consenso della produzione Revolution Studios. Tutto il progetto si è svolto sotto la supervisione dell'autore, che è uno dei produttori esecutivi del film e fan dall'infanzia del supereroe rosso.
Le riprese del primo film iniziarono ufficialmente il 4 marzo 2003 a Praga, e sono terminate ad agosto 2003. Il budget per la realizzazione del film è stato di 66.000.000 dollari.

## Colonna sonora
Nella colonna sonora del film è presente il brano So Cold dei Breaking Benjamin.

## Distribuzione
La prima rappresentazione al cinema si svolse al Mann Village Theater in Westwoodal, California il 30 marzo 2004. Il film fu distribuito dalla Columbia Pictures il 2 aprile 2004.

### Edizione home video
Il film è stato distribuito in DVD nel mercato italiano il 1º marzo 2005 sia in versione disco singolo che doppio, in seguito è stata messa in vendita la versione Hellboy: director's cut, di circa 10 minuti più lunga rispetto alla versione cinematografica, con molte scene inedite. Nel 2007 è stata distribuita la versione del film ad alta definizione Blu-ray Disc.

## Accoglienza

### Incassi
La pellicola realizzata con un budget di $66 milioni di dollari ha incassato negli Stati Uniti $23.1 milioni nel primo week-end ed un totale di $59.6 milioni. Nel resto del mondo, ha inoltre incassato $39.6 milioni (di cui in Italia 1007000 €), per un incasso globale di $99.695.029.

### Critica
Su Rotten Tomatoes, il film detiene un indice di gradimento dell'81% basato su 204 recensioni con una valutazione media di 6,8/10.

## Riconoscimenti
- 2005 - Saturn Award
  - Miglior trucco a Jake Garber, Matt Rose e Mike Elizalde
  - Candidatura per il miglior film fantasy
  - Candidatura per i miglior costumi a Wendy Partridge
  - Candidatura per la miglior edizione speciale DVD/Blu-ray
- Imagen Award
  - Miglior regia (Guillermo del Toro)